# Väteförsprödning

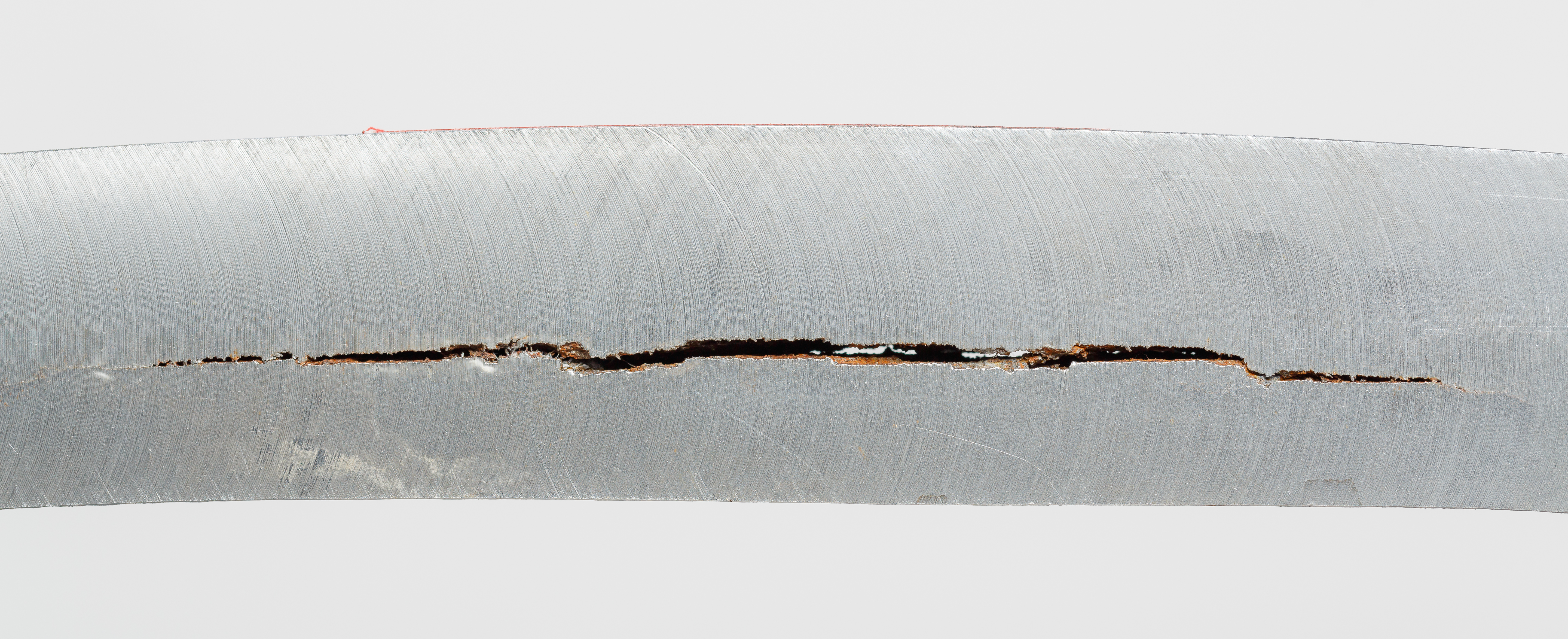
Stål med sprickor orsakade av väteförsprödning.

Väteförsprödning (ibland kallat hydrogenförsprödning) är ett fenomen som uppträder i metaller när de utsätts för väte och mekanisk spänning. Det atomvärda vätet diffunderar ut i materialet och omvandlas till molekylärt väte i korngränserna. Mikroporer skapas vid defekter i materialets struktur (exempelvis inneslutningar och slaggrester). Mikroporerna växer med tiden till sig (spricktillväxt) på grund av spänningar (antingen kvarvarande eller pålagd spänning) vilket kan resultera i sprödbrott. 
Väteförsprödning kallas ibland felaktigt för korrosion men är egentligen ett sprödbrott. Dock kan väte skapas genom en korrosionsprocess vilket i sin tur leder till väteförsprödning. Väte kan även skapas genom elektrolytiska ytbehandlingar men kan även finnas med sedan smältan.
Austenitiska, ferritiska och martensitiska stål liksom nickelbaserade legeringar och titanlegeringar är speciellt känsliga för väte. Andra metaller såsom aluminium är också känsliga för väteförsprödning. När det gäller aluminium kan väteförsprödning bromsas genom att legera aluminiumet med koppar. Detta koppar lägger sig i korngränserna vilket man utgår från är anledningen till det retarderade förloppet.  Väteförsprödning accelereras av förhöjd temperatur och liten spänning.